# Niszczyciele min typu Frankenthal
Niszczyciele min typu Frankenthal (również typ 332) – typ dwunastu niemieckich niszczycieli min zbudowanych w latach 90. XX wieku dla niemieckiej marynarki wojennej (Deutsche Marine) przez stocznie Lürssen, Abeking & Rasmussen oraz Krögerwerft.
Okręty służą w 3. i 5. eskadrze trałowców (Minensuchgeschwader), początkowo stacjonujących w Olpenitz, a obecnie w Kilonii.
W 2006 roku ze służby wycofano dwie jednostki tego typu ("Weiden" i "Frankenthal"), które następnie sprzedano Zjednoczonym Emiratom Arabskim.

## Okręty
Niemcy
- "Fulda" (M1058)
- "Weilheim" (M1059)
- "Weiden" (M1060; sprzedany do Zjednoczonych Emiratów Arabskich jako "Al Hasbah")
- "Rottweil" (M1061)
- "Sulzbach-Rosenberg" (M1062)
- "Bad Bevensen" (M1063)
- "Grömitz" (M1064)
- "Dillingen" (M1065)
- "Frankenthal" (M1066; sprzedany do Zjednoczonych Emiratów Arabskich jako "Al Murjan")
- "Bad Rappenau" (M1067)
- "Datteln" (M1068)
- "Homburg" (M1069)

 Zjednoczone Emiraty Arabskie
- "Al Hasbah" (M01)
- "Al Murjan" (M02)